# Vladichthys
Vladichthys is een monotypisch geslacht van straalvinnige vissen uit de familie van kikvorsvissen (Batrachoididae).

## Soort
- Vladichthys gloverensis (Greenfield & Greenfield, 1973)